# Лысковское сельское поселение
Лысковское се́льское поселе́ние — муниципальное образование в Октябрьском районе Челябинской области Российской Федерации. В рамках административно-территориального устройства муниципальное образование  соответствует административно-территориальной единице Лысковский сельсовет.
Административный центр — село Лысково.

## История
Статус и границы сельского поселения установлены Законом Челябинской области от 15 сентября 2004 года № 269-ЗО «О статусе и границах Октябрьского муниципального района и сельских поселений в его составе»

## Население
| 2002 | 2010 | 2011 | 2012 | 2013 | 2014 | 2015 |
| ---- | ---- | ---- | ---- | ---- | ---- | ---- |
| 840  | ↘476 | ↘475 | ↘455 | ↘449 | ↘430 | ↘420 |
| 2016 | 2017 | 2018 | 2019 | 2020 | 2021 |      |
| ↘412 | ↘410 | ↘406 | ↘400 | ↘387 | ↗437 |      |

## Состав сельского поселения
| № | Населённый пункт | Тип населённого пункта       | Население |
| - | ---------------- | ---------------------------- | --------- |
| 1 | Каманкуль        | деревня                      | ↘48       |
| 2 | Кузнецово        | деревня                      | ↘69       |
| 3 | Лысково          | село, административный центр | ↘302      |
| 4 | Могильное        | деревня                      | ↘57       |